# Tuczno
Tuczno (Duits: Tütz) is een stad in het Poolse woiwodschap West-Pommeren, gelegen in de powiat Wałecki. De oppervlakte bedraagt 9,28 km², het inwonertal 2014 (2005).